# Telipogon hystrix
Telipogon hystrix là một loài thực vật có hoa trong họ Lan. Loài này được (Dodson) N.H.Williams & Dressler mô tả khoa học đầu tiên năm 2005.